# Brusarți
Brusarți (în bulgară Брусарци) este un oraș în partea de nord-vest a Bulgariei. Aparține de  Obștina Brusarți, Regiunea Montana.

## Demografie
Componența etnică a orașului Brusarți
     Bulgari (93,12%)
     Romi (5,87%)
     Nicio identificare (0,99%)
     Altele (0%)
La recensământul din 2011, populația orașului Brusarți era de 1.208 locuitori. Din punct de vedere etnic, majoritatea locuitorilor (93,12%) erau bulgari, cu o minoritate de romi (5,87%). Pentru 0,99% din locuitori nu este cunoscută apartenența etnică.